# 马克萨姆-吉尔伯特测序
马克萨姆-吉尔伯特测序（英語：Maxam-Gilbert sequencing）是一项由阿伦·马克萨姆与沃尔特·吉尔伯特于1976～1977年间开发的DNA测序方法。此项方法基于：对核鹼基特异性地进行局部化学改性，接下来在改性核苷酸毗邻的位点处DNA骨架发生断裂。

马克萨姆-吉尔伯特测序的举例，切断相同的被标记DNA片段的不同位点将会得到不同大小的被标记片段。这些片段接下来可被凝胶电泳分离开来。

马克萨姆-吉尔伯特测序与桑格双脱氧法一起是首批被广泛采用的DNA测序方法，代表了第一代DNA测序方法。马克萨姆-吉尔伯特测序不再广泛使用，而被下一代测序方法取而代之。

## 历史
尽管弗雷德里克·桑格与阿兰·科尔森发表他们的加减测序法两年后，马克萨姆与吉尔伯特才发表他们的化学测序法。然而最初的桑格法须要在每次读序之前克隆得到单链DNA产物，因此马克萨姆-吉尔伯特测序法迅速得到了推广，因为被纯化的DNA可被直接使用。然而，随着链终止法的改良（见下），马克萨姆-吉尔伯特测序逐渐失宠，这是由于其：技术复杂性阻碍其成为标准分子生物学套装使用、大量使用危险药品以及难于扩大规模。